# Bryan Burk
Bryan Burk (30 de dezembro de 1968) é um produtor de televisão e cinema norte-americano. Ele é um frequente colaborador de J. J. Abrams, tendo co-fundado a produtora Bad Robot Productions com ele. Burk ja produziu as séries Alias, Six Degrees, What About Brian, Lost, Fringe e Person of Interest, e os filmes Cloverfield, Star Trek, Super 8 e Star Trek Into Darkness.